# Casa Fuerte Bezmiliana
La Casa Fuerte Bezmiliana, también llamada Fortaleza de Bezmiliana, Mismiliana y Mixmiliana, o mal llamado (puesto que propiamente no lo es) el Castillo, es una fortaleza del siglo XVIII situada en el municipio de Rincón de la Victoria, en la provincia de Málaga, comunidad autónoma de Andalucía, España.
Se trata de una fortaleza levantada en 1766 por orden del Rey Carlos III con el objetivo de combatir a los piratas ingleses y holandeses, muy activos en la zona en esa época. 
Consta de un edificio de planta cuadrangular y dos plantas separadas por bóvedas de cañón, rodeado por un muro de mampostería con dos torres y un foso. Disponía de 14 abrevaderos para los caballos en una sala, un cuarto de guardia en otra y un tercer habitáculo para el oficial a cargo. En la actualidad se utiliza como centro cultural y de exposiciones.

## Descripción
Claro ejemplo de fortificación abaluartada del siglo XVIII, al ser una arquitectura militar o plaza fortificada quizás ejecutada por el arquitecto-ingeniero militar Francisco Gozar.
La orden de construcción fue emitida por el Rey Carlos III en 1762. El primer trazado de los límites externos fue realizado por el Ingeniero extraordinario Esteban Aymerich en 1763 y el plano general fue diseñado por el Ingeniero Director José de la Crane[1]. Este plano se encuentra depositado en el Archivo General de Simancas [1]
Responde a una manifiesta traza cuadrangular rodeada de un muro exterior de pesada mampostería, con dos garitones situados en los ángulos Noreste y Suroeste. Tiene dos puertas, una principal en el muro norte y otra que es más pequeña en el muro sur. Un foso alrededor, apenas visible actualmente, completan su descripción exterior.
El edificio se estructura en dos plantas separadas por dos bóvedas de medio cañón. Una escalera de caracol sirve de acceso a la segunda planta que constituye la terraza del edificio. 
Es de destacar su planta cuadrangular. Sus muros son de mampostería fuerte y maciza, a base de piedras grandes entre hiladas de ladrillos, con reforzamiento de sillares a tizón en los ángulos. Destacan la puerta de entrada, de grandes sillares dentro de una sencilla estructura neoclásica, rematada por un frontispicio. También es de destacar el portón, compuesto de gruesos tablones guarnecidos con fajas de hierro, además de los llamados "cuerpos de guardias".

## Historia
Hacia 1766 se puede situar esta construcción realizada en tiempos de Carlos III, cuando la situación internacional hacía necesario adaptar la defensa costera a las innovaciones estratégicas. 
La piratería berberisca ya no era el principal peligro y las torres almenaras, de las que son buena muestra la del Cantal y Benagalbón, fueron útiles para asegurar la alerta ante las incursiones norteafricanas, pero para mantener a raya a la poderosa artillería de la flota inglesa se hicieron precisos baluartes adaptados a las modernas técnicas militares. 
La solidez de la construcción ha permitido llegar hasta nuestros días este importante ejemplo de la arquitectura militar dieciochesca, que tras la restauración realizada en 1992, ha recuperado en gran parte su esplendor pasado, dotándolo de una nueva función como centro de exposiciones, muy útil para las necesidades culturales de Rincón de la Victoria.